# Adi Ibn Zayd
Adi Ibn Zayd al-ʿIbādī al-Tamīmī, in arabo عدي بن زيد العِبَادِيُّ التَّمِيمِيُّ‎? (... – 587 o 600), è stato un poeta arabo.
Visse tra Al-Hira, capitale dei Lakhmidi, e Ctesifonte, appartenente ai Sasanidi.
Cristiano appartenente alla tribù dei Banū Tamīm fu un asceta (malgrado fosse autore di componimenti poetici bacchici), nonché funzionario e segretario dello Shāhashāh sasanide Cosroe II di Persia, insieme a suo fratello. 
Gli si attribuiscono circa 900 componimenti poetici, di cui la metà è stata oggetto di dispute tra filologi (tra cui Taha Hussein e Gustav E. von Grunebaum) su chi ne fosse il reale autore. 
Al-Suli narra che il re dei Lakhmidi Nu'man III ibn al-Mundhir si sia convertito al cristianesimo nestoriano durante una passeggiata con il poeta, che gli avrebbe spiegato cosa dicevano le tombe di un cimitero. Lo stesso Nuʿmān, tuttavia, lo fece incarcerare e condannare a morte perché una delle sue poesie non aveva incontrato il favore di un destinatario. Cosroe tentò di impedire l'esecuzione, invano, e questa fu una delle cause che portarono alla Battaglia di Dhū Qār.